# Трофин и Тал
Свештеномученици Трофин и Тал су хришћански светитељи. Они су били рођена браћа, пореклом из Сирије са чином свештеника. Јавно и слободно су проповедали веру у Исуса Христа и нападали многобоштво. Разјарени многобошци су решили да их побију камењем. У хришћанској традицији се помиње да се, када су бацали камење на браћу, камење одбијало и ударало саме нападаче, а браћа су остала неповређена. После су их обојицу на крст распели. Док су ишли на извршење казне славили су Бога јер имају прилику да страдају на исти начин као и Христос. Са крстова, браћа су поучавала и храбрила хришћане који су стајали унаоколо ожалошћени. Једна јудејка је викнула "Благо мајци која је родила такве синове". Преминули су после мучења, 300. године у граду Вофору, у време прогона хришћана који је организовао цар Диоклецијан. После њихове смрти стражар је рекао да је видео њихове душе како се узносе на небо спровођене од анђела, а народ је целу ноћ стајао поред тела ових мученика. Ујутру је жена мучитеља Асклипиодота са драгоценим покровом и рекла народу да је увече, у сну, видела свете мученике и анђеле послате да казне њеног мужа. Ускоро после овог догађаја судија Асклипиодот, који је осудио свету браћу Трофина и Тала на смрт, се разболео и умро.
Мајка ових мученика је са два хришћана - Зосимом и Артемијем, сахранила свету браћу у родном граду. 
Српска православна црква слави их 16. марта по јулијанском, а 29. марта по грегоријанском календару.